# Ouranosaurus
Az Ouranosaurus (jelentése 'bátor gyík') az iguanodontia dinoszauruszok egy szokatlan neme, amely a kora kréta korban (az apti alkorszakban), mintegy 125–112 millió évvel ezelőtt élt a mai Afrikában. Az Ouranosaurus körülbelül 7–8,3 méter hosszú és 2,2–4 tonna tömegű lehetett. Két teljes csontvázát fedezték fel az Echkar-formáció (avagy El Rhaz-formáció) Gadoufaouna-lerakódásaiban, a nigeri Agadezben, 1966-ban, a neve pedig 1976-ból, a francia őslénykutatótól, Philippe Taquettől származik.

## Anatómia

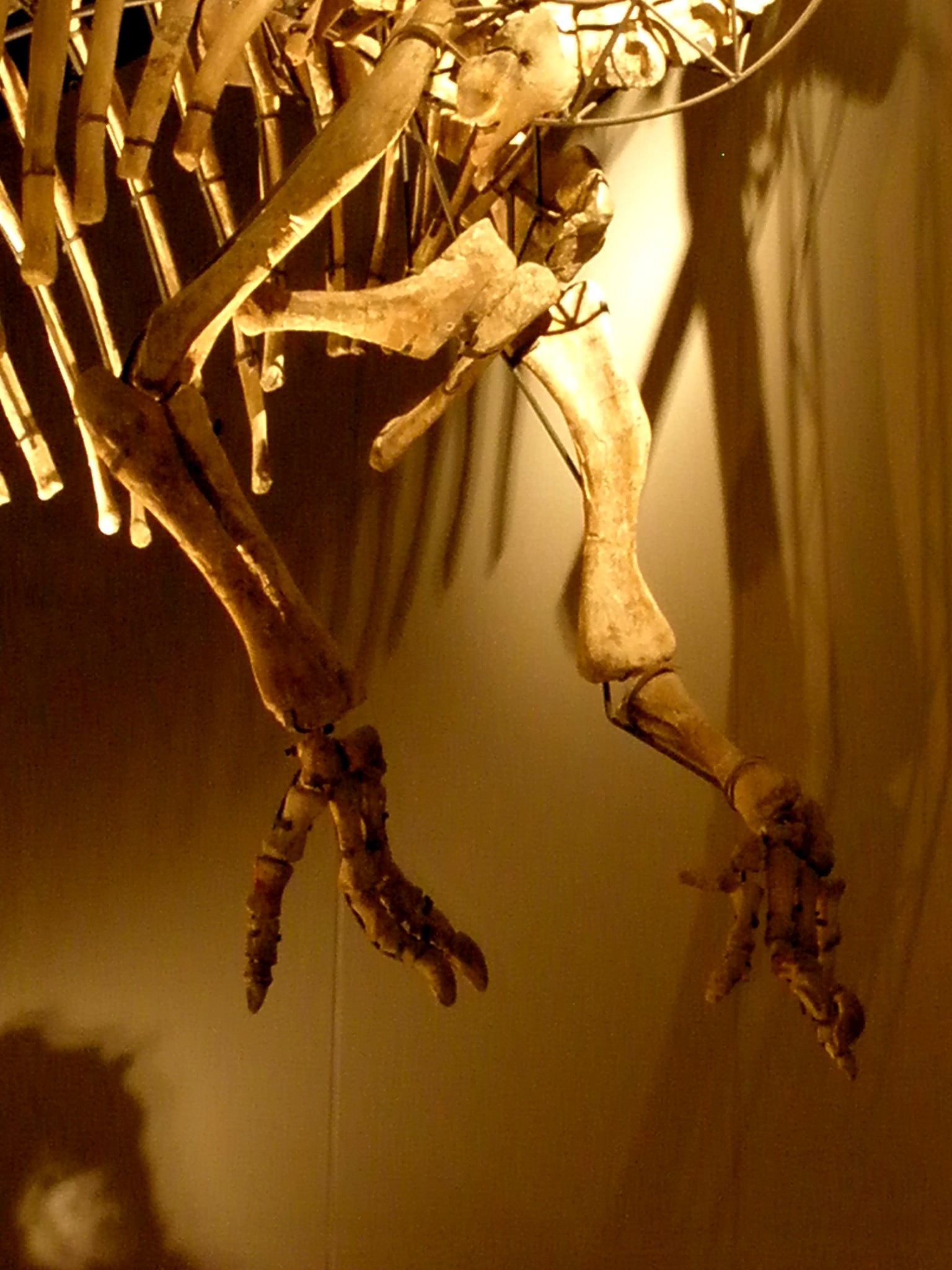
Az Ouranosaurus mellső lábai

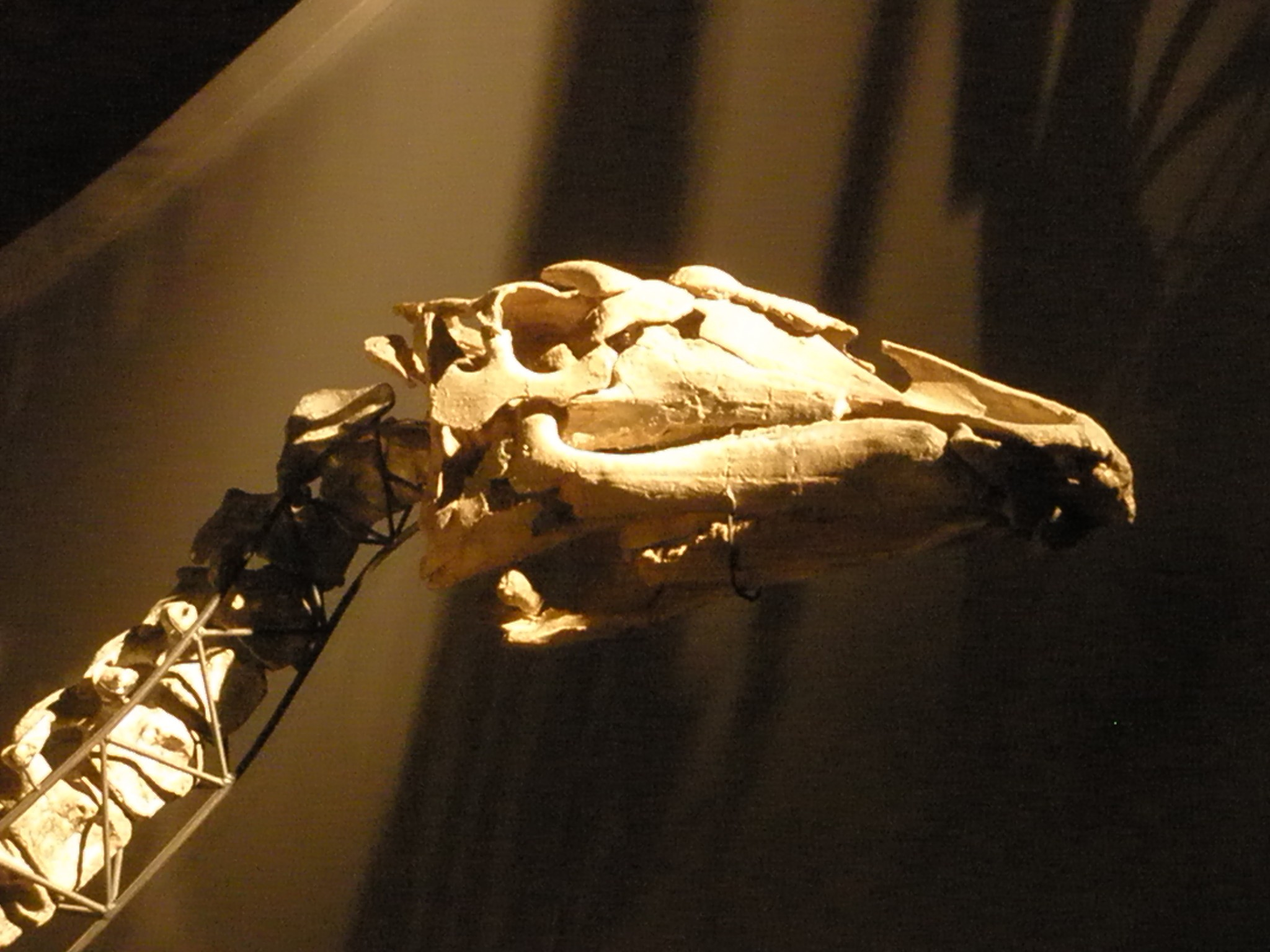
Az Ouranosaurus koponyája

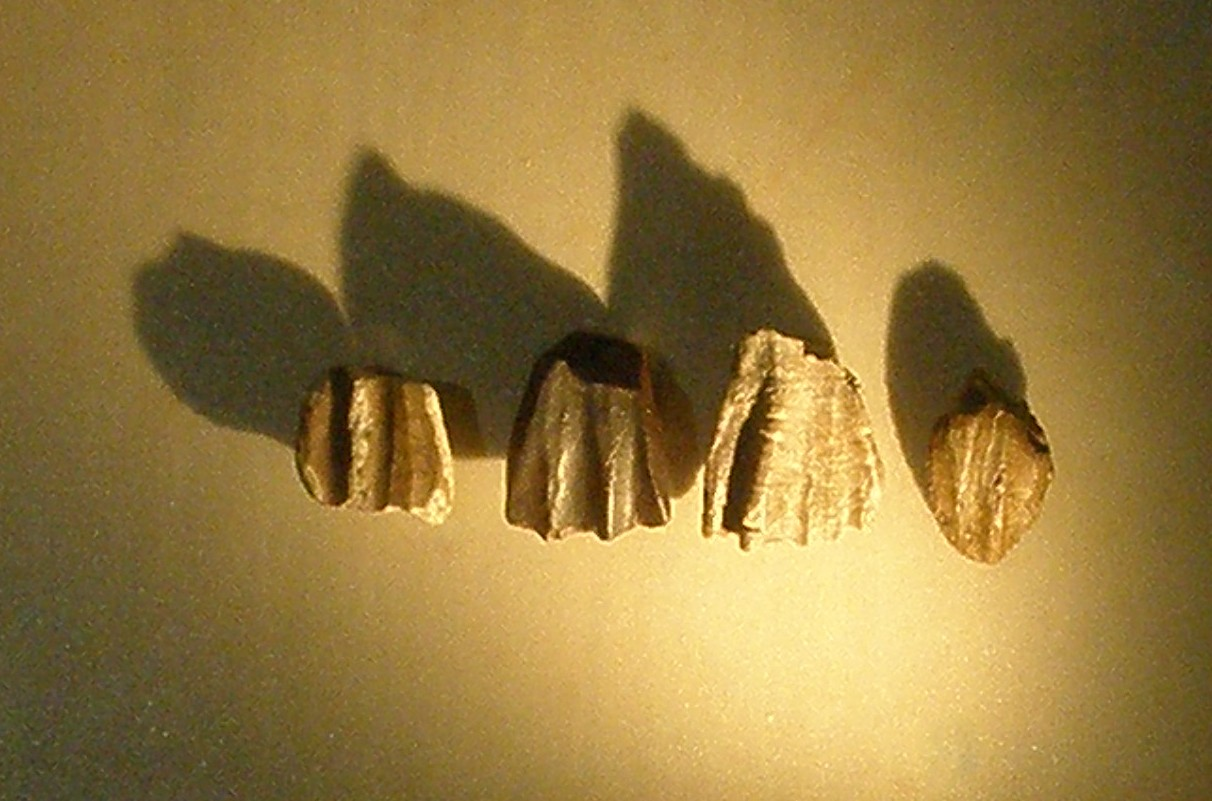
Az Ouranosaurus fogai

A mellső lábak hüvelykujjain karmok nőttek, melyek jóval kisebbek voltak a korábbi Iguanodonénál. A második és a harmadik ujj kiszélesedett és pataszerűvé vált, anatómiailag a járáshoz alkalmazkodott. A járás elméletét támogatja a nagy, és a ficam megelőzése érdekében összeforrt csontokból álló csukló. Az utolsó (az ötödik) ujj hosszú volt, és feltehetően a levelek és gallyak felszedésére, illetve az alacsonyabb ágak lehúzásával való élelemszerzésre szolgált.
A hátsó lábak nagyok és erősek voltak, a testsúly megtartásához alkalmazkodtak. A combcsont hosszabb volt, mint a sípcsont, a kis lábfejen pedig csak három ujj nőtt. Ez azt jelezheti, hogy az Ouranosaurus lábai oszlopszerű támasztékok voltak és nem futásra szolgáltak.

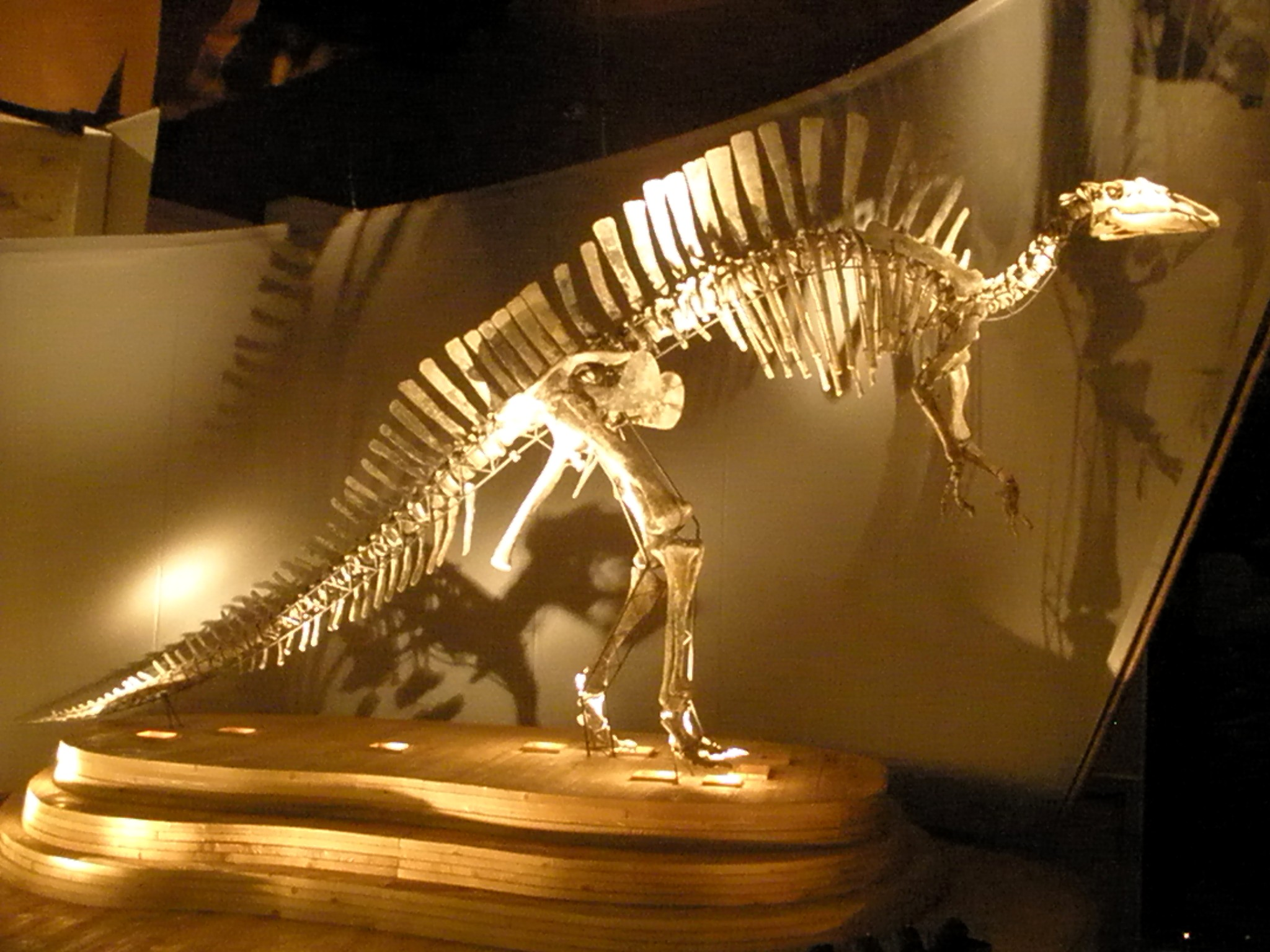
Az Ouranosaurus felállított csontváza, a Museo di Storia Naturale di Venezia gyűjteményében

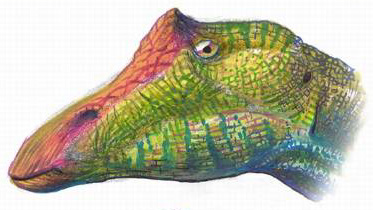
Az Ouranosaurus fejének rekonstrukciója

Az Ouranosaurus különös fejjel rendelkezett, melynek pofarésze sokkal hosszabb volt a közeli rokonságába tartozó Iguanodonénál; a pofa fogatlan volt és az élő állatnál szarubevonat fedte. Az állcsontok oldalain nagy készletekben helyezkedtek el a pofafogak, melyeket valószínűleg kemény növények megrágására használt. Az állcsonthoz elöl egy predentális csont tartozott. A fogak alapja arra utal, hogy leveleket, gyümölcsöket és magvakat fogyasztott.
Az orrjárat nagy volt és a csőr közelében helyezkedett el. Az orrnyílás és a koponya teteje között kidudorodások futottak végig, melyek célja ismeretlen, de lehetséges, hogy a társas kapcsolatok fenntartására vagy a párzás során történő pózolásra szolgáltak.
Az Ouranosaurus szemei mögött egy-egy oldalsó nyílás (fenestrae temporalis) volt, az állkapocs coronoid nyúlványához pedig nagyobb capiti-mandibularis izom kapcsolódott. Ez nagyobb területet biztosított az állkapocsizom számára, és nagyobb erejű harapást tett lehetővé. A kisebb izom, a depressor mandibulae a koponya hátsó részén helyezkedett el.

### Csigolyák

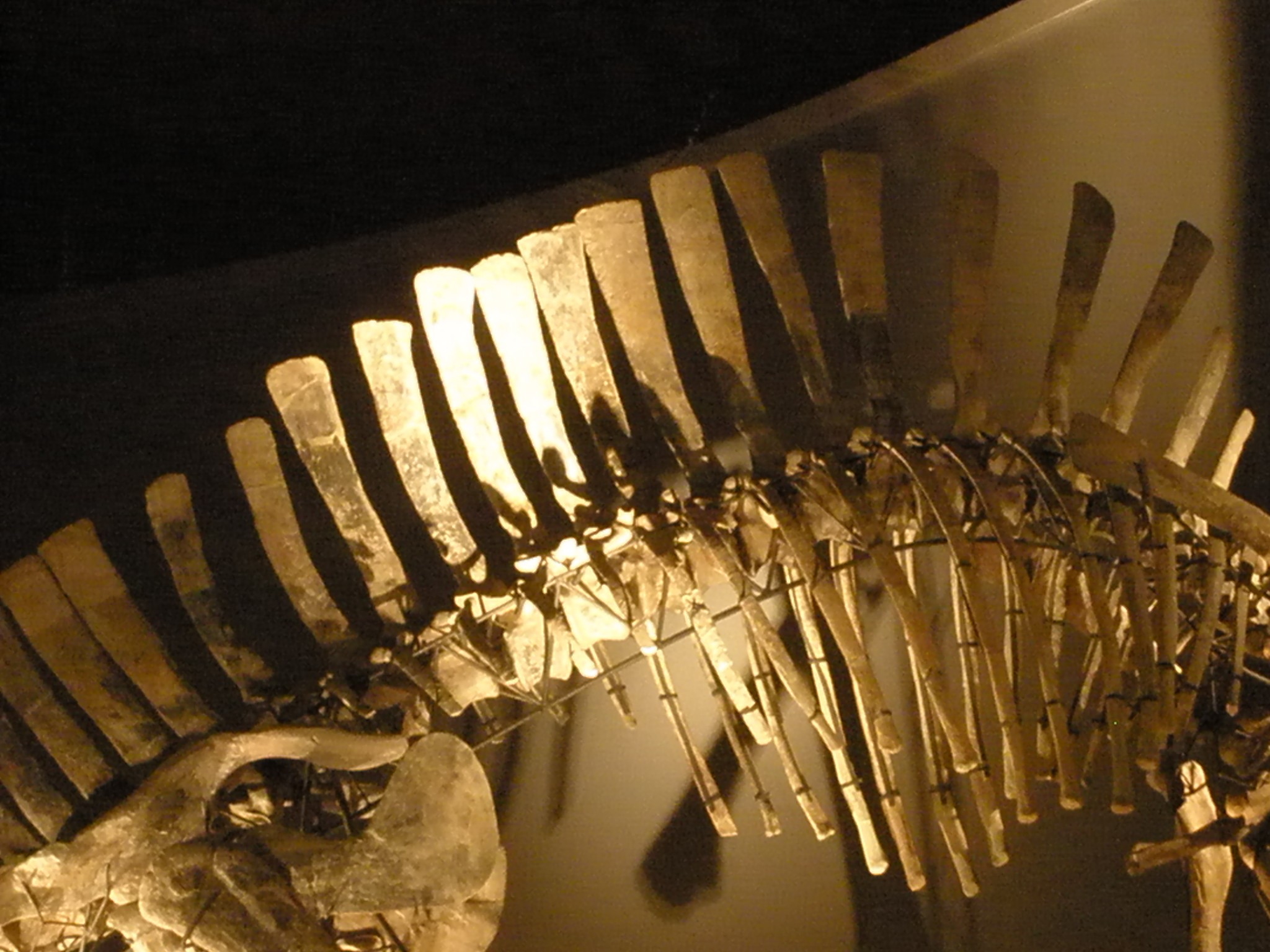
Az Ouranosaurus hátcsigolyái

Az Ouranosaurusról egy időben azt feltételezték, hogy a korábban, a perm időszakban élt pelycosaurushoz, a Dimetrodonhoz, valamint kortársához, a jól ismert húsevő dinoszauruszhoz, a Spinosaurushoz hasonlóan a hátán egy nagy vitorlát viselt, amit hosszú, vastag csigolyanyúlványok tartottak kifeszítve a hát és a farok mentén.
Valójában a magas csigolyanyúlványok csak távolról hasonlítanak a Dimetrodon „vitorlatartóira”. A nyúlványok a Dimetrodonnál a végük felé elvékonyodtak, az Ouranosaurusnál viszont megvastagodtak. A nyúlványokat inak kötötték össze, melyek megmerevítették az állat hátát. További eltérést jelent az is, hogy a nyúlványok a mellső lábak felett váltak a legmagasabbá. E tulajdonságok azt jelzik, hogy a dinoszaurusznak inkább egy bölényhez vagy tevéhez hasonló púpja lehetett, semmint vitorlája. Ezt a testrészt az ínséges időszakok során felhasználható tápanyagok tárolására használhatta.

## Osztályozás
Bár voltak az Iguanodonnal közös tulajdonságai (például a hüvelykujj tüske), az Ouranosaurust ma már nem sorolják a parafiletikusnak tekintett Iguanodontidae családba. Ehelyett a Hadrosauroidea kládban. az igazi hadrosauridák („kacsacsőrű dinoszauruszok”) és legközelebbi rokonaik öregcsaládjában helyezik el. A leletek alapján úgy tűnik, hogy az Ouranosaurus a csoport egy korai mellékága lehet. A típusfaja az Ouranosaurus nigeriensis.

## Fordítás
- Ez a szócikk részben vagy egészben az Ouranosaurus című angol Wikipédia-szócikk ezen változatának fordításán alapul.  Az eredeti cikk szerkesztőit annak laptörténete sorolja fel. Ez a jelzés csupán a megfogalmazás eredetét és a szerzői jogokat jelzi, nem szolgál a cikkben szereplő információk forrásmegjelöléseként.